# Johann Gottfried Spießhofer

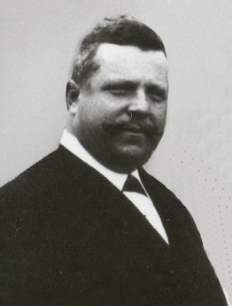
Johann Gottfried Spiesshofer (1900)

Johann Gottfried Spießhofer (* 9. Februar 1854 in Heubach; † 31. März 1917 ebenda) war ein deutscher Unternehmer.

## Leben
Spießhofers Vorfahren waren um 1680 vom Salzburger Land (Raum Radstadt; Spießhof bei Lungötz im östlichen Tennengebirge) nach Württemberg eingewandert. Sein Vater war Anfang des 19. Jahrhunderts von Bartholomä nach Heubach gezogen und 1838 in die dortige Weberzunft aufgenommen worden. 1879 gründete Spießhofer in Heubach einen Gemischtwarenladen und schließlich 1886 zusammen mit seinem späteren Schwiegersohn Michael Braun im selben Gebäude die Korsettfabrik Spießhofer & Braun, die seit 1902 unter dem Namen Triumph firmiert. Aus kleinsten Anfängen entwickelten beide die Fabrik zu einem Unternehmen von internationaler Bedeutung.